# Международный торговый центр
Международный торговый центр (ITC) (Centre du commerce international (CCI)) — агентство по техническому сотрудничеству Конференции Организации Объединённых Наций по торговле и развитию и Всемирной торговой организации, занимающимся операционными и ориентированными на предпринимателей аспектами развития торговли.
Следующее заявление о ITC взято с веб-сайта центра, и отражает официальный взгляд ITC на свои собственные функции:

ITC позволяет экспортный успех малого бизнеса в развивающихся странах, обеспечивая, с партнерами, торговыми решениями для развития частного сектора, торговых учреждений поддержки и высших чиновников.— веб-сайт ITC
ITC работает в шести областях:
- Продукт и развитие рынка
- Развитие торговой службы поддержки
- Информация о торговле
- Развитие трудовых ресурсов
- Международная покупка и управление поставками
- Оценка потребностей, дизайн программы для торгового поощрения

Техническая помощь ITC концентрируется на трех проблемах, для которых, она полагает, потребность в национальном укреплении потенциала является самой важной: помогающие фирмы понимают правила ВТО; укрепление конкурентоспособности предприятия; и разрабатывание новых торговых содействующих стратегий.

## Аналитические услуги рынка и инструменты
Рынок (МКЛ) являются частью Программы продукта и развития Рынка Центра Международной торговли (ITC) UNCTAD/WTO. Через услуги МКЛ ITC представляет онлайн-инструменты, распространяет исследование рынка и торговый анализ, и проводит программы обучения в анализе рынка для торговых учреждений поддержки и деловых кругов в развивающихся странах.
- Торговая карта — Торговая статистика для развития международной торговли
- Карта доступа к рынку — веб-сайт ООН ITC о доступной информации о тарифе
- Инвестиционная карта — статистические данные Прямых иностранных инвестиций вместе с иностранными компаниями, международной торговлей и тарифами
- Сделанные на заказ исследования — Связанное с торговлей, сделанное на заказ исследование и анализ рынка
- Укрепление потенциала — Обеспечение фондов для успешных экспортных стратегий

## Конкурентоспособность предприятия
Competitiveness ITC предприятия (EC) специализируется на развитии частного сектора, поставляя программы укрепления потенциала, которые увеличивают устойчивость высококачественных услуг коммерческого развития.
Вмешательства EC сосредотачиваются на расположенных по приоритетам секторах с высокими экспортными потенциальными и идентифицированными возможностями для жизнеспособного проплохого доходного поколения. EC усиливает стратегическую сеть партнера, чтобы обеспечить группы SMEs с технической помощью, чтобы увеличить производительность, новшество и международную конкурентоспособность.
Действия EC сосредотачиваются на удовлетворение потребностей рынка поддерживает актеров, то есть Поставщиков услуг Коммерческого развития (BDSPs); и обеспечение экспортных решений для помощи и прямой технической помощи к группам SMEs.
Развитие экспортного знания и передача качественных навыков являются неотъемлемой частью работы EC, ясно сформулировал приблизительно три области практики:
- Экспортное управленческое развитие.
- Цепочка создания целей предприятия.
- Экспортный Маркетинг и Объявление.

EC предлагает всесторонний пакет модульного обучения пиару.